# Dig, o Gud, en evig dag
Dig, o Gud, en evig dag är en psalm av Samuel Ödmann i sju verser. Den är ett originalverk av Ödmann, som sedan uteslöts ur 1937 års psalmbok. Också melodin för psalmen uteslöts enligt Kungliga Musikaliska Akademins Minimi-tabell 1844, då den ersattes med melodi nr 215 Jesus allt mitt goda är, vilken är komponerad av Jakob Arrhenius.
Psalmen inleds 1819 med orden:
Dig, o Gud, en evig dag,
Dig en evig klarhet höljer;
Evig sanning är den lag 
Du i nåd och vishet följer.

## Publicerad i
- 1819 års psalmbok som nr 13 under rubriken "Guds väsende och egenskaper, Sannfärdighet".